# 71. п. н. е.

## Догађаји
- Спартаков устанак се завршава након што Спартакову војску уништи Марко Лициније Крас. Преживели робови су заробљени, скинути до гола и разапети на крстове дуж Апијевог пута.

## Умрли
- Спартак, трачански гладијатор и вођа побуњеника (р. 109. п. н. е.)